# Crossing Jordan
Crossing Jordan è una serie televisiva statunitense prodotta dal 2001 al 2007.
La serie tratta le vicende di Jordan Cavanaugh, una giovane donna che lavora come medical examiner (una particolare carica governativa, per la quale sono necessarie competenze sia mediche sia legali) presso l'ufficio del coroner della contea di Boston.
Crossing Jordan è stata trasmessa in prima visione negli Stati Uniti da NBC. In Svizzera è stata trasmessa in lingua italiana da TSI 1 dal 2 settembre 2003 con il titolo Jordan, mentre in Italia è stata trasmessa in prima visione satellitare da Fox Life e in chiaro da LA7.

## Trama
Jordan Cavanaugh è un medical examiner in forza presso l'ufficio del coroner della città di Boston. La dottoressa, tuttavia, non si limita a lavorare in laboratorio o nelle fredde sale nelle quali esegue le autopsie: dotata di un ottimo fiuto investigativo (ereditato da suo padre Max, un poliziotto oramai in pensione che ora gestisce un pub), Jordan non può fare a meno di interferire nelle indagini della polizia per assicurare alla giustizia gli assassini delle persone che sono finite sul suo tavolo operatorio.
C'è però un caso che neppure Jordan ha potuto risolvere, e che le ha segnato drammaticamente la vita: l'omicidio della madre, uccisa in circostanze mai chiarite quando Jordan aveva solo dieci anni.

## Episodi
Nel 2007 la sesta stagione di Crossing Jordan, che doveva inizialmente comprendere 22 episodi, è stata prima ridotta a 17, mentre alla fine è stato deciso per la cancellazione della serie dal palinsesto alla fine della stagione.
Riguardo all'ultimo episodio della serie, Schianto, si suppone siano stati girati due finali: uno per un ipotetico rinnovo della serie per una settima stagione, e un altro (che poi è quello andato in onda il 16 maggio 2007) adatto come finale di serie.
| Stagione         | Episodi | Prima TV originale | Prima TV Italia |
| ---------------- | ------- | ------------------ | --------------- |
| Prima stagione   | 23      | 2001-2002          | 2003-2004       |
| Seconda stagione | 22      | 2002-2003          | 2004            |
| Terza stagione   | 13      | 2004               | 2004-2005       |
| Quarta stagione  | 21      | 2004-2005          | 2005            |
| Quinta stagione  | 21      | 2005-2006          | 2006            |
| Sesta stagione   | 17      | 2007               | 2007            |

## Produzione
La serie, ideata da Tim Kring, avrebbe dovuto inizialmente fare il suo esordio televisivo l'11 settembre 2001, ma fu rimandata in seguito agli attentati terroristici che ebbero luogo quel giorno negli Stati Uniti. Anche la produzione e la messa in onda della terza stagione della serie subì uno slittamento, di quasi sei mesi, a causa della gravidanza della protagonista Jill Hennessy.
Il titolo della serie ha un legame biblico: nello specifico, è riferito al momento in cui il popolo ebraico deve attraversare il fiume Giordano per raggiungere la Terra Promessa; questa scena, sia nella religione ebraica sia in quella cristiana, è diventata una sorta di metafora del passaggio (crossing) in Paradiso dopo la morte. Allo stesso modo, le analisi e le indagini che Jordan svolge sulle vittime dei crimini aiutano a risolvere il mistero legato alle loro morti, e ciò contribuisce a indirizzare le loro anime verso la serenità.
Nonostante Crossing Jordan sia ambientata a Boston, nella realtà la serie è stata interamente girata a Los Angeles.
Crossing Jordan ricorda sotto alcuni aspetti la storica serie televisiva degli anni settanta Quincy, una delle prime serie ad aver mescolato il genere medico con il poliziesco, tant'è che, a detta di molti, Crossing Jordan viene considerata come una versione al femminile di Quincy. Lo stesso Jack Klugman, protagonista di Quincy, è apparso come guest star nel 21º episodio della prima stagione di Crossing Jordan (Qualcuno su cui contare).
Il cognome completo dell'entomologo Mahesh "Bug" Vijay è Vijayaraghavensatyanaryanamurthy, ed è un vero cognome che l'attore Ravi Kapoor ha scovato nel suo albero genealogico; gli autori della serie volevano proprio un cognome indiano molto difficile da pronunciare. Il suo soprannome "Bug" ("baco") è invece un riferimento alla sua specializzazione da entomologo.
Il primo dei 117 episodi della serie in cui non compare la protagonista Jordan Cavanaugh è Cadavere al plutonio della terza stagione. L'episodio, curiosamente, segna anche l'esordio nella serie del personaggio di Devan Maguire (interpretata da Jennifer Finnigan).

## Personaggi e interpreti
- Dott.ssa Jordan Cavanaugh (stagioni 1-6), interpretata da Jill Hennessy, doppiata da Pinella Dragani.
- Dott. Garret Macy (stagioni 1-6), interpretato da Miguel Ferrer, doppiato da Antonio Sanna.
- Dott. Mahesh "Bug" Vijay (stagioni 1-6), interpretato da Ravi Kapoor, doppiato da Roberto Gammino.
- Dott. Trey Sanders (stagione 1), interpretato da Mahershala Ali.
- Max Cavanaugh (stagioni 1-2, ricorrente 3-4), interpretato da Ken Howard, doppiato da Renato Mori.
- Lily Lebowski (stagioni 1-6), interpretata da Kathryn Hahn, doppiata da Silvia Tognoloni.
- Nigel Townsend (stagioni 1-6), interpretato da Steve Valentine, doppiato da Riccardo Rossi.
- Dott.ssa Elanie Duchamps (stagione 2), interpretata da Lorraine Toussaint.
- Dott. Peter Winslow (stagione 3, ricorrente 2), interpretato da Ivan Sergei.
- Det. Woody Hoyt (stagioni 4-6, ricorrente 1-3), interpretato da Jerry O'Connell, doppiato da Massimo De Ambrosis.
- Det. Tallulah "Lu" Simmons (stagioni 5-6), interpretata da Leslie Bibb.

## Colonna sonora
La sigla di Crossing Jordan è una particolare interpretazione del brano My Love Is In America della band di musica celtica Bad Haggis, riarrangiato per l'occasione da uno dei componenti, Eric Rigler, uno dei più famosi suonatori di cornamusa del mondo. La stessa Jill Hennessy, appassionata di musica, ha preso parte attivamente alla realizzazione della colonna sonora della serie.

## Crossover
Nel corso delle stagioni, Crossing Jordan ha avuto vari crossover con Las Vegas, altra serie della NBC. Questo ha permesso agli autori delle due serie di creare uno stretto legame tra i protagonisti: durante il loro primo crossover, Jordan Cavanaugh e il Detective Woody Hoyt saranno costretti a recarsi a Las Vegas nell'ambito di un loro caso, e in quest'occasione Woody inizierà una relazione con Sam Marquez, una delle protagoniste di Las Vegas. Questa loro storia a distanza porterà poi Woody (interpretato da Jerry O'Connell) ad apparire in cinque episodi di Las Vegas, mentre Sam (interpretata da Vanessa Marcil) comparirà in due episodi di Crossing Jordan.

## Edizione italiana
Nel doppiaggio in lingua italiana della serie, si segnalano alcuni errori di adattamento. Il più marchiano riguarda la professione di Jordan, che al pubblico italofono viene erroneamente presentata come patologa, quando nella realtà la figura anglosassone di medical examiner è più vicina alle competenze di un medico legale. Altre incongruenze riguardano l'erronea traduzione di vari termini tecnici.